# Desinformación creada por Rusia
Se han producido campañas de desinformación rusa en muchos países. Por ejemplo, se han registrado campañas de desinformación lideradas por Yevgeny Prigozhin en varios países africanos. Rusia, sin embargo, niega que utilice la desinformación para influir en la opinión pública. 
A menudo, las campañas rusas tienen como objetivo perturbar la política interna de Europa y Estados Unidos en un intento de debilitar a Occidente en un esfuerzo por cambiar el equilibrio del poder mundial a favor de Rusia y sus aliados.  Según la Voz de América —un ente financiado por los Estados Unidos— Rusia busca promover el aislacionismo estadounidense, las preocupaciones sobre la seguridad fronteriza y las tensiones raciales dentro de los Estados Unidos a través de sus campañas de desinformación. 
En repetidas ocasiones Rusia ha acusado a la OTAN de violar una supuesta promesa pactada poco antes del colapso de la Unión Soviética en la que la OTAN juraba no ampliarse hacia el este ni incorporar a los países en ese momento parte del Pacto de Varsovia. El propio Mijaíl Gorbachov negó que dicha promesa, aunque fue discutida y planteada, se hubiera realizado. No existe ningún tratado firmado ni ninguna transcripción registrada en la que se ratifique este hecho.
También acusó sin fundamento a Ucrania de fabricar junto a Estados Unidos armas biológicas en laboratorios orientados a la investigación y prevención de amenazas biológicas en su territorio, afirmación desmentida por las Naciones Unidas, biólogos tanto dentro como fuera de Rusia, y por el Boletín de los Científicos Atómicos.
Rusia también ha afirmado falsamente en repetidas ocasiones que Ucrania no es un país soberano, sino que su gobierno está controlado por potencias extranjeras cuyas empresas, bancos y fondos de inversión como BlackRock o Vanguard controlan una gran parte del territorio ucraniano y prohíben enterrar cadáveres ucranianos bajo él. Sin embargo, según la legislación ucraniana, los agentes económicos extranjeros, como corporaciones e individuos, no pueden poseer tierras ucranianas.
Poco antes del comienzo de la invasión rusa a Ucrania, el presidente ruso, Vladímir Putin, negó que dicha invasión fuera a ocurrir. Al comienzo de la invasión, la Corte Internacional de Justicia ordenó a Rusia suspender las operaciones militares tras no encontrar evidencia que respaldase las acusaciones rusas contra Ucrania de genocidio de rusófonos en el Dombás. En redes sociales se difundió un fragmento de un discurso dado por el expresidente ucraniano Petró Poroshenko sacado de contexto donde parece afirmar, entre otras cosas, que hará a los niños del Dombás dormir en sótanos y que restringirá a los habitantes del Dombás gozar de cualquier servicio público. En su discurso completo, Poroshenko no afirma que Ucrania maltratará a los residentes del Dombás, sino que la ocupación del Dombás por militantes prorrusos hace sufrir a los locales, y que por ello al comparar sus pésimas condiciones de vida con las de los habitantes de Ucrania, esta podría ganar la guerra del Dombás por mero descontento popular en el bando contrario.
Durante la guerra se han propagado vídeos creados con inteligencia artificial en redes sociales en los cuales se retratan niños en las Fuerzas Armadas de Ucrania, anuncios falsos dirigidos a infantes que incentivan a denunciar a los críticos del gobierno ucraniano o comunicados ficticios del presidente ucraniano Volodímir Zelenski sobre la rendición del país, entre otros.
El gobierno ruso negó reiteradamente la autoría de la masacre de Bucha por parte de su ejército, aunque las posteriores investigaciones forenses y la evidencia fotográfica y videográfica mostraban la autoría de la masacre por parte del ejército ruso. El Ministerio de Defensa ruso denunció que «Todas las fotos y videos publicados por el régimen de Kiev que supuestamente atestiguan algunos “crímenes” cometidos por militares rusos en la ciudad de Bucha, en la región de Kiev, “son un montaje más”». El portavoz del gobierno, Dmitri Peskov, rechazó las acusaciones y mencionó que los expertos del ministerio de Defensa ruso hallaron «falsificaciones de los videos y de “fakes” en las imágenes presentadas por las autoridades ucranianas».  Rusia también difundió un vídeo donde, según el Kremlin, se podía apreciar a un cadáver supuestamente moverse, aunque esto fue rápidamente considerado falso, luego de que investigaciones de sitios web de verificación de hechos determinaron que se trataba de un cadáver reflejado en el espejo retrovisor de un coche. También compartieron vídeos que mostraba a fuerzas ucranianas revisando los cadáveres en busca de explosivos y un vídeo grabado en Rusia que mostraba a soldados colocando un maniquí en el suelo afirmando falsamente que estaban colocando los cadáveres para falsear la masacre.
El Kremlin difundió deliberadamente noticias falsas sobre supuestos civiles y soldados crucificados por el ejército ucraniano. Una historia afirmó que soldados ucranianos crucificaron a un niño de tres años en la “Plaza Lenin” en Sláviansk. Los periodistas de investigación de los medios de comunicación rusos Nóvaya Gazeta y TV Rain que visitaron Sláviansk no encontraron ninguna prueba que respaldara las acusaciones, ni tampoco encontraron ninguna grabación de audio o vídeo del incidente, lo cual es inusual ya que las acciones del ejército ucraniano en la ciudad estaban bien documentadas en ese momento. BBC News señaló que en Sláviansk no existe ninguna "Plaza Lenin", aunque sí existe una "Plaza de la Revolución de Octubre". Algunos periodistas rusos condenaron la invención de la historia.
En las redes sociales también se difundió un vídeo que muestra a un grupo de personas que dicen ser miembros del Batallón Azov y quemando el cuerpo crucificado de un supuesto soldado separatista. Los propios representantes del batallón niegan cualquier conexión con el video, argumentando que los uniformes de las personas que aparecen en él difieren de los de los combatientes del Batallón Azov, ya que la marca en el hombro es mucho mayor de lo debido y el arma parece neumática. También señalan que la persona clavada en la cruz no grita al levantarla, que habla un ucraniano deficiente y que el video se detiene poco después de prender fuego a la cruz, por lo que se desconoce si la persona realmente murió. Cabe destacar que en el video, las personas con uniforme militar se presentan como combatientes del Batallón «Azov». Sin embargo, en 2014, el «Azov» se reorganizó y se convirtió en un regimiento de la Guardia Nacional. Los soldados que formaban parte del regimiento no podían ignorarlo. Otro video de dos personas siendo ahorcadas fue recibido con escepticismo, ya que muestra el abdomen de una de ellas moviéndose hacia adelante mientras el peso del cuerpo no se concentra en el cuello, lo que sugiere que los actores usan equipo especial para escalar acantilados. También llaman la atención sobre el hecho de que quienes participan en el ahorcamiento se aseguran de que los cuerpos no giren y que sus espaldas no aparezcan durante el video.
El 20 de agosto de 2024, la Verjovna Rada de Ucrania prohibió la Iglesia ortodoxa rusa.  Las organizaciones religiosas ucranianas afiliadas a la Iglesia ortodoxa rusa serían prohibidas durante nueve meses a partir de la fecha en la que el Servicio Estatal de Ucrania para la Etnopolítica y la Libertad de Conciencia emitiera la orden; si dicha organización religiosa no rompe sus relaciones con la Iglesia ortodoxa rusa de conformidad con el derecho canónico ortodoxo. Esta prohibición no se extendería al cristianismo ortodoxo en general, al contrario de lo que algunas afirmaciones en redes sociales aseguraron. La Iglesia ortodoxa ucraniana preside el mayor grupo religioso del país.
El gobierno ruso afirmó también en múltiples ocasiones que el gobierno de Ucrania sigue una ideología nazi, usando esto como pretexto para su invasión y "desnazificación", y que Ucrania habría prohibido el idioma ruso en el país.